# الحروب العثمانية - البندقية

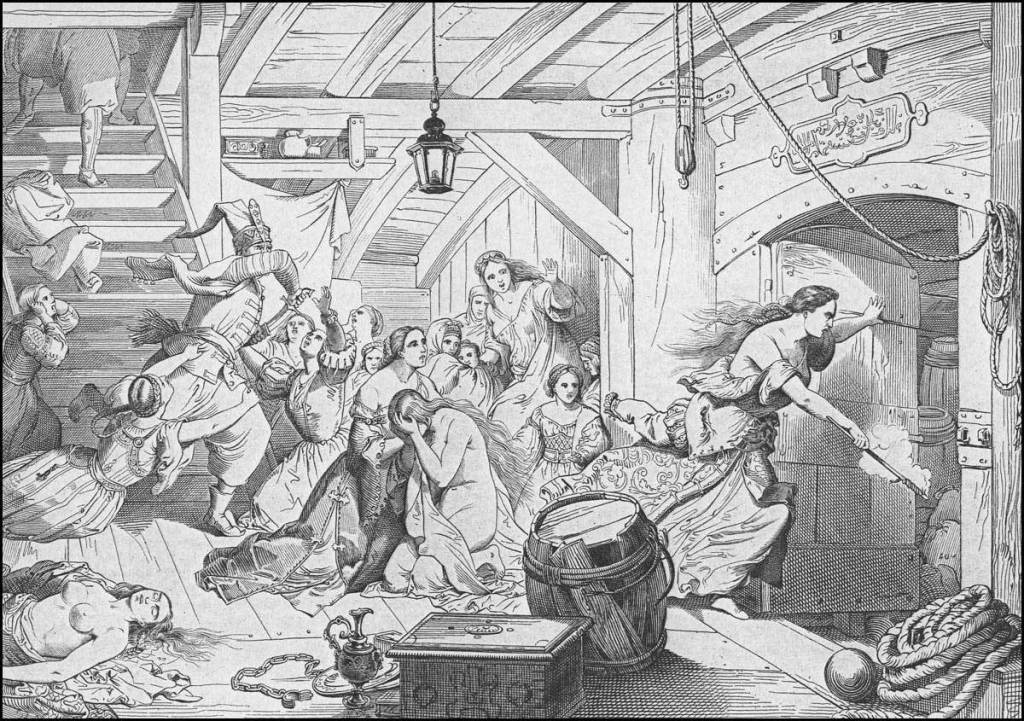
الاستيلاء على عاصمة الجزيرة، نيقوسيا.

حروب الدولة العثمانية وجمهورية البندقية هي سلسلة الحروب بين الدولة العثمانية وجمهورية البندقية بدأت سنة 1396م وانتهت سنة 1718م.
- مشاركة البندقية في الحملة الصليبية بمعركة نيقوبولس (1396م).
- الصراع البحري في 1415-1419، والذي شمل معركة جاليبولي (1416).
- فتح سالونيك (1422–1430), الحصار الذي أدى إلى سقوط تسالونيكي بيد العثمانيين. ورغم أن هذه الحرب لم تعد من الناحية الرسمية حربًا بين العثمانيين وجمهورية البندقية، إلا إنها تضمنت قتال أهل البندقية ضد العثمانيين.
- الحرب العثمانية - البندقية (1463–1479) الأولى، أدت إلى السيطرة على نيغروبونت (Negroponte) وليمنوس (Lemnos) وألبانيا فينيتا (Albania Veneta) على يد العثمانيين.
- الحرب العثمانية - البندقية (1499 - 1503) الثانية، أدت إلى سيطرة العثمانيين على مزيد من جزر بحر إيجة، ومعاقل جمهورية البندقية في المورة (Morea) بيلوبونيز (Peloponnese).
- الحرب العثمانية - البندقية (1537 - 1540) الثالثة، أدت إلى سيطرة العثمانيين على كيكلادس (Cyclades) باستثناء تينوس (Tinos)، وسبوراديس (Sporades) وآخر معاقل جمهورية البندقية في المورة (Morea) (بيلوبونيز).
- الحرب العثمانية - البندقية (1570–1573) الرابعة، أدت إلى سيطرة العثمانيين على قبرص وهزيمة أسطولهم في معركة ليبانت عام (1571)
- حرب العثمانيين - جمهورية البندقية الخامسة (حرب كريت)، أدت إلى سيطرة العثمانيين على جزيرة كريت.
- حرب العثمانيين - جمهورية البندقية السادسة أو الحرب المورية أو المورة (1684–1699)، أدت إلى سيطرة جمهورية البندقية على الموره (بيلوبونيز) وليفكادا(Lefkada) وأجانيطس (Aegina) وأجزاء من دالماسيا (Dalmatia) .
- الحرب العثمانية - البندقية (1714 - 1718) السابعة والأخيرة، أدت إلى استعادة العثمانيين السيطرة علي المورة (بيلوبونيز) وتينوس وإيجينا وآخر معاقل جمهورية البندقية في بحر إيجة.